# 대덕전자
대덕전자 주식회사는 1972년 8월 11일에 창립한 이래 2020년 5월 1일에 인적 분할을 통해 신설된 기업이다.
주문 생산 방식을 통해 반도체, IT, 가전, 네트워크 등에 필요한 PCB(Printed Circuit Board, 인쇄 회로 기판)를 만든다.
주 거래처는 삼성전자, 하이닉스, LG전자 등이며 매출 구성은 99%가 인쇄 회로 기판(Printed Circuit Board, PCB)으로 대부분을 차지한다.